# Матиньон, Шарль-Огюст де Гойон
Шарль-Огюст де Гойон де Матиньон (фр. Charles-Auguste de Goyon de Matignon; 28 мая 1647, Ториньи-сюр-Вир — 6 декабря 1729, Париж), граф де Гасе — французский военачальник, маршал Франции.

## Биография
Шестой сын Франсуа де Гойон-Матиньона, графа де Ториньи, и Анн Малон де Берси.
Барон де Брикбек, Блосвиль, Ла-Улет и Оргланд.
Первоначально именовался шевалье де Ториньи. Согласно отцу Ансельму, в 1667 году в качестве капитана кавалерийского полка Лонгвиля участвовал в осаде Лилля. По слова секретаря Пинара 26 августа 1667 поступил на службу корнетом кампмейстера в кавалерийский полк Короля, расформированный по окончании Деволюционной войны в 1668 году. Вместе с графом де Сен-Полем отправился на Кандийскую войну с отрядом добровольцев герцога де Ла-Фёйяда. Был опасно ранен в ноябре во время вылазки.
По возвращении во Францию 17 марта 1670 получил роту шеволежеров своего брата графа де Гасе. Эта рота 9 августа 1671 была включена в состав кавалерийского полка Короля, с которым Матиньон в 1672 году служил в Голландии в частях принца Конде. Участвовал в осаде Везеля, взятого 4 июня, Эммериха, взятого 8-го, переправе через Рейн 12-го. В 1673-м под командованием Тюренна принимал участие во взятии Унны 5 февраля, Камена, Альтены, Ама и Зоста в том же месяце. В 1674 году участвовал в битвах при Зинсхайме и Энцхайме. 1 ноября, после смерти своего брата графа де Гасе получил пехотный полк Вермандуа и принял титул графа де Гасе, под которым был известен до назначения маршалом.
В 1675 году в войсках Тюренна был при взятии Туркхайма и сражении под этой крепостью 5 января. Внес вклад в изгнание неприятеля из Кольмара 11-го, был при осаде и взятии Лимбурга маркизом де Рошфором 21 июня, поражении маршала Креки при Концер-Брюкке 11 августа, когда ему удалось пробиться сквозь вражеские порядки и отступить. В 1676-м участвовал в осаде Конде, взятого 26 апреля, Бушена, павшего 11 мая, и снятии осады Маастрихта принцем Оранским 27 августа.
В 1677 году служил в Германской армии, участвовал в бою при Кокесберге 7 октября и взятии Фрайбурга 14 ноября, в 1678-м в частях Фландрской армии был при завоевании Гента 9 марта (замок 12-го) и Ипра, сдавшегося королю 25-го.
В 1684 году участвовал в осаде Люксембурга.
8 января 1688 в Версале получил должности губернатора и генерального в Они, городе и губернаторстве Ла-Рошели, острове Ре, Олероне, Бруаже и зависимых землях, вакантные после отставки графа де Грамона.
Бригадир пехоты (24.08.1688), кампмаршал (29.03.1689), направился с Яковом II в Ирландию и командовал войсками при осаде Лондондерри, снятой этим принцем 10 июня.
Вернувшись во Францию в начале 1690 года, служил во Фландрской армии маркиза де Буфлера, затем участвовал в битве при Флёрюсе. В следующем году отметился при осаде Монса, затем в составе Мозельской армии Буфлера участвовал в бомбардировке Льежа. 25 октября был назначен на зиму командовать на Маасе между Шарлеруа и Верденом, а 12 ноября также получил командование на Семуа.
В 1692 году продолжил службу в Мозельской армии Буфлера, служил при осаде Намюра и участвовал в битве при Стенкерке, где был наголову разбит принц Оранский. 30 октября был назначен на зиму командовать в районе между Рокруа и Верденом. Генерал-лейтенант армий короля (30.03.1693), в кампанию того года также служил в Мозельской армии Буфлера, наложившего контрибуцию на Вюртемберг. 29 октября получил зимнее командование на Маасе и шампанской границе. В 1694 году все еще служил на Мозеле под началом Буфлера, державшегося в обороне.
14 июля 1695 в составе Фландрской армии маршала Вильруа сражался с принцем Водемонским, арьергард которого был разбит, а четыре батальона уничтожены. В 1696—1697 годах году служил в обсервационной Маасской армии Буфлера.
30 июня 1701 назначен во Фландрскую армию Буфлера, а 21 апреля 1702 в ту же армию герцога Бургундского и Буфлера, где командовал пехотой, в бою 11 июня отбросившей к воротам Нимвегена голландскую армию графа Атлонского, потерявшего в этом деле тысячу двести человек. 15 ноября был назначен на зиму командовать в районе Антверпена и Мехелена. В 1703-м в составе Фландрской армии Буфлера и Вильруа принимал участие в осаде Тонгерена, в котором 10 мая были взяты в плен два полка. 30 июня сражался с голландцами в битве при Экерене. В 1704 году служил во Фландрской армии Вильруа, державшейся в обороне.
В 1705 году продолжал службу в Нидерландах под началом того же маршала. Оставленный с группой войск в Антверпене, выступил на осаду Юи. Перйдя 27 мая Маас, в тот же день обложил город и овладел предместьем Стар, где разместил войска. Траншея была открыта 30-го, город капитулировал и четыре батальона гарнизона отступили в замок и пять соседних фортов: Пикар, Руж, Жозеф, Тронье и Тардавизе. Ночью со 2-го на 3-е июня граф де Гасе одновременно штурмовал форты Пикар и Руж, взял их после трех с половиной часов боя и вырезал всех защитников. В стене замка была проделана брешь, губернатор согласился капитулировать, но Матиньон требовал сдачи на милость победителя. В плен были взяты тысяча четыреста человек. Оставшиеся форты также сдались, французы захватили 32 орудия и 10 мортир, большие запасы военного снаряжения.
В 1706 году продолжал командовать в Антверпене, а 2 ноября был назначен зимним командующим на территории между морем и Маасом. В 1707-м служил в Нидерландах под началом герцога Вандомского, державшегося в обороне. 18 октября был назначен на зиму командовать в прежнем районе.
Предназначавшийся к руководству экспедиционным корпусом, с которым Джеймс Стюарт должен был высадиться в Шотландии, Матиньон в тот же день 18 февраля 1708 получил патент, дававший ему положение маршала Франции, после чего стал именоваться маршалом Матиньоном. Он должен был состоять при английском короле в качестве чрезвычайного посла, но десантная операция не была осуществлена и нового маршала 7 мая поставили во главе Фландрской армии под началом герцогов Бургундского и Вандомского. Он участвовал в битве при Ауденарде, после чего оставил службу.
Представленный 2 февраля 1724 года к награждению орденом Святого Духа, маршал поблагодарил короля и добился передачи этой награды своему сыну. Умер в Париже и был погребён в монастыре кармелитов в предместье Сен-Жак.

## Семья
Жена (8.04.1681): Мари-Элизабет Бертело (1669—26.06.1702), дочь Франсуа Бертело, королевского секретаря, и Анн Реньо
Дети:
- Луи-Жан-Батист (29.01.1682—29.08.1747), граф де Гасе. Жена 1) (1701): Катрин-Элизабет Гойон (ум. 1705), дочь Жака III де Гойон-Матиньона, графа де Ториньи, и Шарлотты де Гойон-Матиньон; 2) (1710): Анн-Мари Дрёз де Русселе (1692—1755), дочь Франсуа-Луи де Русселе, маркиза де Шаторено, маршала Франции, и Мари-Анн-Рене де Лапорт д'Артуа
- Леонор III (1683—29.03.1757), епископ Кутанса
- Мари-Тома-Огюст (18.08.1684—13.06.1766), маркиз де Матиньон. Жена (1720): Эдм-Шарлотта де Брен (1700—1756), дочь Базиля де Брена де Постеля, графа де Бомбона, и Мари-Мадлен Дюре де Шевери
- N (ум. 02.1707, Лилль), шевалье де Гасе, полковник кавалерии
- Мари-Анн. Муж (контракт 7.02.1719): Анри-Франсуа де Грав, маркиз де Солас
- Мари-Элизабет (1696—13.03.1745). Муж (22.05.1720): Жак-Клод-Огюстен де Лакур, сеньор де Ла-Кур и Бальруа, драгунский полковник